# Luís Fróis
Luís Fróis (ur. 1532 r. w Lizbonie, Portugalia, zm. 8 lipca 1597 r. w Nagasaki, Japonia) – portugalski jezuita, historyk i misjonarz. Od 1548 r. członek Towarzystwa Jezusowego. Podejmował działalność misyjną w Indiach, a od 1563 r. w Japonii. Prezbiter od 1561r. Pracował na dworze szoguna Ashikagi Yoshiteru. W późniejszym etapie życia zaprzyjaźnił się z Oda Nobunagą. Autor wielu dzieł, w tym między innymi „Historii Japonii”.

## Życiorys

### Wczesne lata
Pochodził najprawdopodobniej z rodziny hidilago (określenie stosowane wobec niższej szlachty iberyjskiej). Po odebraniu wykształcenia humanistycznego w dzieciństwie, pracował w kancelarii królewskiej. W wieku szesnastu lat wstąpił do zakonu Jezuitów.

### Nauka w Indiach
Po przystąpieniu do zakonu, Fróis został wysłany w celu pobierania nauki i pomocy w pracy misyjnej, do kolegium św. Pawła w Goa, w Indiach. Było to kolegium założone przez św. Franciszka Ksawerego do celów misyjnych na Dalekim Wschodzie, na terenach kontrolowanych przez Portugalczyków. Na miejsce przybył jako członek wyprawy jezuity Gaspara Barzeo. W trakcie pobytu w Goa, osobiście poznał św. Franciszka Ksawerego.
W 1554 r. został wytypowany jako uczestnik wyprawy jezuity Melchiora Nuñesa Barreto do Japonii, ostatecznie jednak został oddelegowany do pracy w jezuickiej szkole w Malacce (Malezja). Zajmował się tam m.in. kopiowaniem listów, które były rozsyłane przez Malacce.
W 1557 r. powrócił do Goa, gdzie w latach 1558–1562 studiował filozofię i sztuki wyzwolone. Z tamtego okresu zachował się jego list, w którym opisywał masowy chrzest 200 mieszkańców wioski Batim, datowany na 13 listopada 1560 r. W 1561 r. przyjął na miejscu święcenia kapłańskie.

### Początki pracy w Japonii
Luís Fróis ostatecznie został skierowany do pracy w Japonii, gdzie przybył wraz z innym jezuitą, Giovannim Batistom, pracującym w ośrodku na górze Yokuseura, 6 lipca 1563 r. W związku z brakiem księży w kraju, od razu poświęcił się pracy misyjnej, korzystając w tym czasie z pomocy tłumacza z wysp Hiardo. Po niecałych dwóch latach udał się do Kioto (w tamtym okresie nazywanym Miyako) by wspomagać pracę jezuity Gaspara Vielly. Do ówczesnej stolicy Japonii Fróis przybył 31 stycznia 1565 roku. Dość szybko jednak, 31 lipca 1565 roku, obaj jezuici zostali wygnani z miasta. Po tych wydarzeniach skierowali się do Sakai, gdzie osiedlili się i rozpoczęli dalszą pracę duszpasterską. Fróis przebywał w tym miejscu przez cztery lata, aż do momentu, w którym pozwolono mu na powrót do Kioto.

### Relacje z Oda Nobunagą
W 1569 r. Luís Fróis złożył wizytę na dworze Oda Nobunagi. Podczas niej udało mu się pozyskać przyjaźń daimyō i jego przychylność dla sprawy katolickiej w Japonii. Podobne stosunki udało mu się zawiązać również z niektórymi jego synami. Według podań, do takiego rezultatu miał przyczynić się fakt sprezentowania daimio szklanki cukierków pochodzących z Portugalii, które w dzisiejszej Japonii znane są jako konpeitō. Pozostawał tam przez dłuższy okres, oddając się pracy pisarskiej. Ponownie na dwór Nobunagi, Fróis zawitał w 1572 r., pełniąc wówczas funkcję tłumacza swojego przełożonego, jezuity Francisca Cabrala.

### Dalsza praca w Japonii

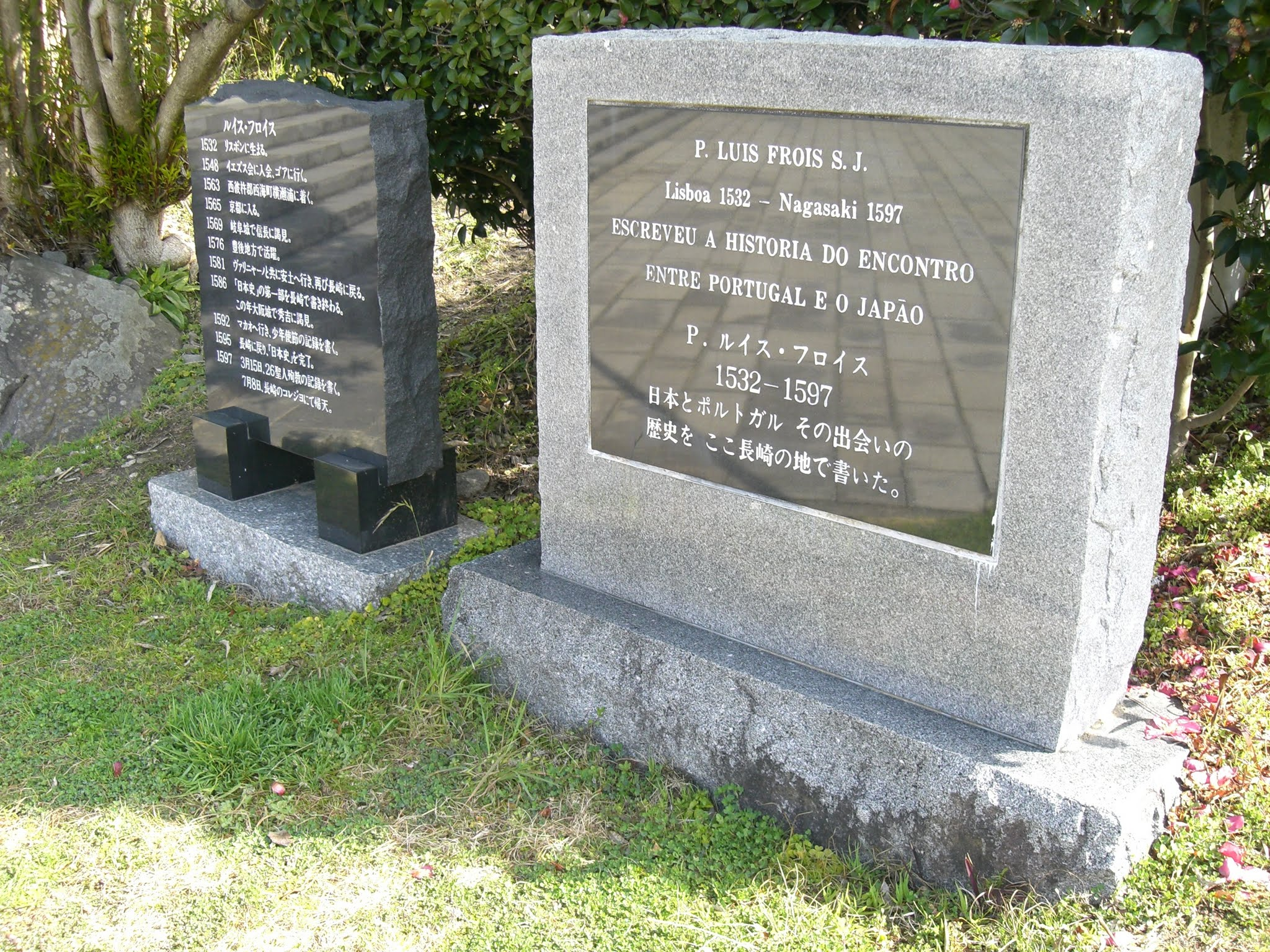
Pamiątkowy pomnik Luísa Fróisa w Nagasaki

W styczniu 1577 r. Fróis został wyznaczony na przełożonego dworu w Oite, należącego do daimio Bungo, Otomo Yoshishige. Sam daimio zasłynął jako wielki darczyńca i przyjaciel Towarzystwa Jezusowego w Japonii. W latach 1580-82 towarzyszył jako osobisty tłumacz jezuicie Alessandro Valignano. W latach 1581 – 1590 był bliskim współpracownikiem tamtejszego wiceprowincjała Gaspara Coelho. Asystował mu w roli tłumacza, m.in. na audiencji u Toyotomiego Hideyoshiego w maju 1586 r. W trakcie pełnienia tej funkcji zredagował pierwszą (w latach 1583-86) i drugą (1587-89) część swojej „Historii Japonii”. Ostatnie rozdziały tej pracy powstały w trakcie jego podróży, którą odbył wraz z Valignano, do Makau w Chinach.

### Śmierć
Fróis do Japonii powrócił w 1595 r. Zmarł 8 lipca 1597 r. w Nagasaki.

## Dzieła
W trakcie swojego życia napisał pomad 140 listów i publikacji w różnych językach, cennego źródła dotyczącego misji chrześcijańskich w Japonii i samej historii Japonii w latach 1563-1594.

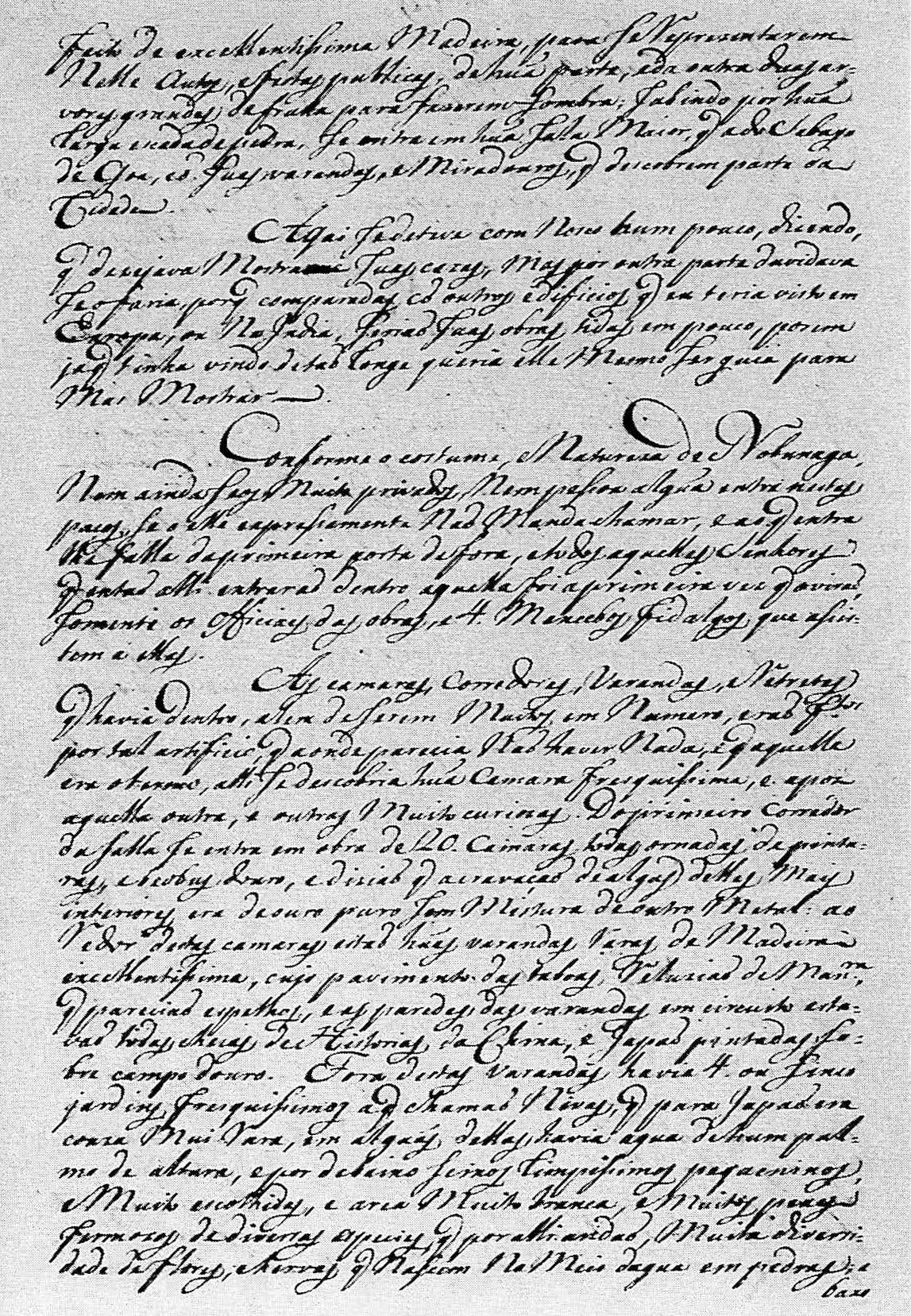
Fragment rękopisu "Historii Japonii"

Najważniejszym dziełem Luísa Fróisa jest „Historia Japonii” (por. „História de Japam”). Trzytomowe dzieło powstałe w latach 1583–1594, jest nie tylko jednym z pierwszych przedstawień dziejów kraju kwitnącej wiśni w językach zachodnich, ale także studium nad mentalnością i kulturą ówczesnej Japonii. Praca powstała z inicjatywy Alesandro Valignano, który chciał, by młodzi misjonarze przygotowujący się do pracy w Japonii, mogli wcześniej zaznajomić się z dziejami i mentalnością kraju. Przez jakiś czas pozostawała niepublikowana, ponieważ uznawano ją za zbyt rozwlekła i za mało konkretną. Z perspektywy dzisiejszych historyków jest to jednak zaleta, ponieważ dzięki temu stylowi pisarskiemu dzieło to przekazuje wiele cennych informacji, na temat społeczeństwa Japońskiego. Poza opisem samej Japonii w opracowaniu tym znajdują się również informację na temat pracy misyjnej jezuitów w Japonii, np. wzmianka o publicznej debacie zorganizowanej przez zakonników z jednym z opatów buddyjskich, w 1569 r.
Fróisa jest również autorem traktatu zawierającego zestawienie różnic i podobieństw pomiędzy ludnością Europy a Japończykami, który powstał przed 1585r. Porównuje on w nim ponad kilkaset przykładów związanych z kulturą i mentalnością, które różnicują te dwa kręgi cywilizacyjne. Obrazują one czasem zupełnie odmienne podejścia i znaczenia w stosunku do symboli i pojęć. Każdy z nich poddany zostaje wyjaśnieniu przez autora. Praca ta wywarła duży wpływ na podejście i myślenie Europejczyków w stosunku do Japończyków.
Opisał również męczeńską śmierć 26 japońskich chrześcijan, ukrzyżowanych z polecenia Tokugawy, na wybrzeżu niedaleko Nagasaki. Wśród zamordowanych było trzech japońskich jezuitów: Paweł Miki (ur. 1565 r.), Jan Sōan (ur. 1578), Jakub Kisai (ur. 1533). Relacja ta stała się podstawą dla Stolicy Apostolskiej w kwestii uznania męczeństwa ich śmierci oraz podstawą w ich procesie kanonizacyjnym.

## Odbiór w kulturze
Postać Luísa Fróisa doczekała się swojego przedstawienia w kilku grach komputerowych produkcji japońskiej:
· Nobunaga's Ambition: Lord of Darkness (1991)
· Oda Nobunaga Den (1998)
· Kessen III (2004)
· Onimusha: Dawn of Dreams (2006)